# قزاق‌های ایران
قزاق‌های ایران گروهی از قزاق‌ها هستند که در اوایل قرن بیستم میلادی از جنوب قزاقستان شوروی به ایران مهاجرت کرده‌اند.

## تاریخچه
مهاجرت قزاق‌ها از سرزمین خود به ایران در سال‌های ۱۳۰۷ تا بعد از سالهای ۱۳۱۵ به دلیل فشار استالین آغاز شد. در آن سال‌ها تعداد بسیاری از قزاق‌ها از منطقه سیاه‌کوه (منقشلاق) در جنوب غربی قزاقستان در حاشیهٔ دریای خزر از مرزهای شمالی ایران و با گذشتن از ترکمنستان و مواجهه با عشایر ترکمن که گاه منجر به درگیری می‌شد، وارد خاک ایران شدند. مهاجرت قزاق‌ها پس از آن نیز ادامه پیدا کرد. در ابتدا به‌صورت پراکنده از مرز نسبتاً طولانی ایران وارد شدند و نزد عشایر ترکمن ساکن مرز به‌سر بردند و سپس با صلاحدید بزرگان در کنار شهرهای بندر ترکمن، گرگان و گنبد کاووس مسکن گزیدند و بدین صورت قزاق محله‌ها ایجاد شد. البته در ابتدا در بندرترکمن دو محله بنام شمالی و جنوبی، در گرگان یک قزاق محله و همچنین یک محله در چای بوئین گنبد کاووس به‌وجود آمد و کم‌کم با زیاد شدن جمعیت در گنبد کاووس محله دوم که در نزدیکی محله قبلی حدود ۵۰۰ متر فاصله تشکیل شد. در گرگان به‌دنبال انقلاب سال ۵۷ و فروش زمین یک شخص متمول قزاق بخاطر ترس از مصادره به قزاق‌ها در پشت کمربندی، محله ای بنام همت‌آباد به‌وجود آمد. آن‌ها بیشتر در سه شهر گرگان، گنبد و بندرترکمن ساکن شدند و در هر سه شهر محل اصلی اقامت آن‌ها «قزاق‌محله» نام دارد. ابتدا با توجه به وجود ایستگاه راه‌آهن بندرترکمن - تهران (که تا سال ۱۳۳۹ به گرگان نرسیده بود) بیشتر بندر ترکمن را انتخاب می‌کردند. قزاق‌ها استعداد خوبی در زمینه‌های صنایع دستی دارند. آن‌ها در حدود سال‌های ۱۳۴۰ موفق به دریافت شناسنامه از دولت ایران شدند. پیش از انقلاب ۱۳۵۷ جمعیت آن‌ها به حدود ۵ هزار نفر می‌رسید و تا زمان فروپاشی شوروی و استقلال قزاقستان جمعیت آن‌ها رو به افزایش بود ولی پس از استقلال این کشور در سال ۱۳۷۱، برخی از قزاق‌های ایران با تشویق دولت قزاقستان و تسهیلاتی که آن دولت برای ورود مهاجران قزاق فراهم کرده بود، راهی کشور مادری خود شدند. در این دوران حدود یک‌سوم قزاق‌های ایران به قزاقستان بازگشتند که اکثر آن‌ها قزاق‌هایی بودند که در سال‌های اخیر از افغانستان به ایران مهاجرت کرده بودند. هم‌اکنون نزدیک به ۷۰۰۰ تن قزاق در ایران زندگی‌می‌کنند.
اگرچه اکثر قزاق‌ها سنی بودند، بسیاری از آنها پس از اقامت در میان پیروان شیعه فارس و ترکمن در گلستان، به اسلام شیعه گرویدند. قزاق‌های شیعه به جز مذهب، از قزاق‌های سنی قابل تشخیص نبودند.

## محله‌های قزاق‌نشین
قزاق‌محله نام محله‌هایی در سه شهر گرگان، گنبد کاووس و بندر ترکمن در استان گلستان است که محل‌های اصلی سکونت و زندگی این گروه از مردم قزاق در ایران به‌شمار می‌روند. ضمناً در هر یک از این شهرهای مذکور، دو محله وجود دارد.
قزاق‌محلهٔ گرگان در مرکز این شهر قرار دارد و یکی از هفت محله قدیمی شهر گرگان است. قزاق‌های قزاق‌محله در گذشته به کارهایی مانند پر کردن خندق‌های اطراف گرگان، جاده‌سازی و قالیبافی مشغول بودند.

## کنسولگری قزاقستان در گرگان
با توجه به جمعیت قزاق‌های ایران که در حدود ۷۵۰۰ نفر تخمین زده می‌شود، نخستین کنسولگری قزاقستان پس از فروپاشی شوروی در سال ۱۳۹۰ در استان گلستان، شهر گرگان تأسیس شده است.